# Чемпіонат світу з кросу 2023
Чемпіонат світу з кросу 2023 був проведений 18 лютого в австралійському Батерсті.
Батерст отримав від ІААФ право на проведення світової першості наприкінці лютого 2019.
Первісно чемпіонат мав проходити 20 березня 2021, але через пандемію коронавірусної хвороби був перенесений спочатку на лютий 2022, а пізніше — на лютий 2023.
У березні 2020 була представлена траса змагань, яка становила собою коло довжиною 2 км із 180-метровою фінішною прямою.
Наприкінці березня 2021 була оголошена програма чемпіонату, яка складала п'ять забігів.

## Чоловіки
| Першість | Золото                                                                                                 | Золото                   | Срібло                                                                                            | Срібло                | Бронза                                                                                        | Бронза                |
| -------- | --- | ------------------------ | ------------------------------------------------------------------------------------------------- | --------------------- | --------------------------------------------------------------------------------------------- | --------------------- |
| Особиста | Джейкоб Кіплімо Уганда                                                                                 | 29.17                    | Беріху Арегаві Ефіопія                                                                            | 29.26                 | Джошуа Чептегеї Уганда                                                                        | 29.37                 |
| Командна | КеніяДжеффрі Камворор Кібівотт Канді Данієль Ебеньйо Сабастьян Саве Ніколас Кіпкорір Еммануель Кіпруто | 22 очки4 5 6 7 (13) (19) | ЕфіопіяБеріху Арегаві Хайлемаріям Амаре Могос Твемай Чімдесса Дебеле Селемон Барега Гетанех Молла | 332 9 10 11 (12) (14) | УгандаДжейкоб Кіплімо Джошуа Чептегеї Роджерс Кібет Мартін Кіпротіч Айзек Кібет Самуель Кібет | 371 3 15 18 (24) (30) |

| Першість | Золото                                                                                               | Золото                    | Срібло                                                                             | Срібло              | Бронза                                                                        | Бронза                  |
| -------- | --- | ------------------------- | ---------------------------------------------------------------------------------- | ------------------- | ----------------------------------------------------------------------------- | ----------------------- |
| Особиста | Ішмаель Кіпкуруї Кенія                                                                               | 24.29                     | Рейнольд Черуйот Кенія                                                             | 24.30               | Бокі Діріба Ефіопія                                                           | 24.31                   |
| Командна | КеніяІшмаель Кіпкуруї Рейнольд Черуйот Денніс Мутуку Данієль Кіньянджуї Чарльз Ротіч Денніс Кіпкуруї | 22 очки1 2 9 10 (12) (14) | ЕфіопіяБокі Діріба Берекет Зелеке Абель Бекеле Берекет Нега Кума Гірма Їсмав Діллу | 233 5 7 8 (13) (15) | СШАЕміліо Янг Марко Лангон Макс Саннес Коул Метісон Міка Вілсон Еван Дженкінс | 8116 19 21 25 (27) (53) |

## Жінки
| Першість | Золото                                                                                              | Золото                 | Срібло                                                                                          | Срібло             | Бронза                                                                                      | Бронза                 |
| -------- | --------------------------------------------------------------------------------------------------- | ---------------------- | ----------------------------------------------------------------------------------------------- | ------------------ | ------------------------------------------------------------------------------------------- | ---------------------- |
| Особиста | Беатріс Чебет Кенія                                                                                 | 33.48                  | Цигіє Гебреселама Ефіопія                                                                       | 33.56              | Агнес Джебет Нгетіч Кенія                                                                   | 34.00                  |
| Командна | КеніяБеатріс Чебет Агнес Джебет Нгетіч Грейс Навовуна Едіна Джебіток Емілі Чебет Синтія Чепнгено[a] | 16 очок1 3 4 8 (9) DNF | ЕфіопіяЦигіє Гебреселама Фотьєн Тесфай Гаві Фейса Гете Алемаєху Веде Кефале Летесенбет Гідей[a] | 252 5 6 12 (15) DQ | УгандаПріска Чесанг Стелла Чесанг Дорін Чесанг Аннет Челангат Ріспа Чероп Мерсілін Челангат | 417 10 11 13 (16) (32) |

a  Регламент змагань не передбачав вручення медалі за підсумками командного заліку тим спортсменам, які не дістались фінішу або були дискваліфіковані.
| Першість | Золото                                                                                    | Золото                  | Срібло                                                          | Срібло    | Бронза                                                                       | Бронза                  |
| -------- | ----------------------------------------------------------------------------------------- | ----------------------- | --------------------------------------------------------------- | --------- | ---------------------------------------------------------------------------- | ----------------------- |
| Особиста | Сенаєт Гетачеу Ефіопія                                                                    | 20.53                   | Медіна Ейса Ефіопія                                             | 21.00     | Памела Косгеї Кенія                                                          | 21.01                   |
| Командна | ЕфіопіяСенаєт Гетачеу Медіна Ейса Лемлем Нібрет Месерет Єшанех Тінебеб Асрес Мелкнат Вуду | 15 очок1 2 5 7 (8) (11) | КеніяПамела Косгеї Фейт Черотіч Джойлін Чепкемої Діана Чепкемої | 223 4 6 9 | СШАЕллі Ші Айрін Ріггс Керрі Балога Заріель Макк'я Єва Клінгбейл Еллі Зеланд | 5410 12 13 19 (29) (34) |

## Змішана естафета
| Дистанція     | Золото                                                             | Золото | Срібло                                                   | Срібло | Бронза                                                            | Бронза |
| ------------- | ------------------------------------------------------------------ | ------ | -------------------------------------------------------- | ------ | ----------------------------------------------------------------- | ------ |
| 4 кола × 2 км | КеніяЕммануель Ваньйоньї Мірріам Чероп К'юмбе Мунгуті Бренда Чебет | 23.14  | ЕфіопіяАдехена Касає Гаві Абера Гетнет Вале Бірке Гайлом | 23.21  | АвстраліяОлівер Гоар Джессіка Галл Стюарт Мак-Свейн Еббі Колдвелл | 23.26  |

## Медальний залік
| Місце               | Країна              | Золото | Срібло | Бронза | Загалом |
| ------------------- | ------------------- | ------ | ------ | ------ | ------- |
| 1                   | Кенія               | 6      | 2      | 2      | 10      |
| 2                   | Ефіопія             | 2      | 7      | 1      | 10      |
| 3                   | Уганда              | 1      | 0      | 3      | 4       |
| 4                   | США                 | 0      | 0      | 2      | 2       |
| 5                   | Австралія           | 0      | 0      | 1      | 1       |
| Загалом (5 збірних) | Загалом (5 збірних) | 9      | 9      | 9      | 27      |

## Відео
- Онлайн-трансляція змагань на YouTube

## Українці на чемпіонаті
Збірна України на чемпіонаті представлена не була.